# Kings de Sacramento
Maillots
Actualités
Les Kings de Sacramento (en anglais : Sacramento Kings, « les rois de Sacramento ») sont une franchise de basket-ball de la National Basketball Association (NBA) basée à Sacramento en Californie. La franchise commence avec les Seagrams de Rochester (équipe semi-professionnelle), en 1923. Ils rejoignent la National Basketball League (NBL) en 1945 sous le nom des Royals de Rochester. Ils intègrent ensuite avec trois autres équipes de la NBL, la Basketball Association of America (BAA), précurseur de la NBA, en 1948. L’équipe déménage ensuite à Cincinnati en 1957, devenant les Royals de Cincinnati. En 1972, l’équipe déménage de nouveau, cette fois à Kansas City dans le Missouri, et est rebaptisé Kings de Kansas City-Omaha parce que la franchise joue ses matchs à domicile entre Kansas City et Omaha dans le Nebraska. En 1975, les Kings cessent de jouer à Omaha et deviennent simplement les Kings de Kansas City. L’équipe déménage à Sacramento en 1985, où ils continuent à résider aujourd’hui.
La franchise connaît le succès dès sa création, remportant le titre NBL en 1946, puis le titre NBA en 1951 contre les Knicks de New York. Dans les années 1960, l'équipe est dominée par un trio composé de Jerry Lucas, Jack Twyman et du légendaire meneur Oscar Robertson, auteur d'un triple-double de moyenne durant la saison 1961-1962. Malgré l'arrivée de Nate Archibald en 1970, l'équipe ne retrouve pas les résultats de ses débuts et alterne qualifications en playoffs et bas de classement.
Depuis son installation à Sacramento en 1985, le club a vu évoluer plusieurs joueurs All-Stars comme Mitch Richmond, Vlade Divac, Chris Webber, Predrag Stojaković, DeMarcus Cousins, De'Aaron Fox ou bien Domantas Sabonis

## Historique de la franchise

1945-1957 Royals de Rochester
1957 à 1971 Royals de Cincinnati
1971-1972 Royals de Cincinnati
1972-1975 Kings de Kansas City-Omaha

1975-1985 Kings de Kansas City
1985-1994 Kings de Sacramento
1994-2016 Kings de Sacramento
Logo depuis 2016 Kings de Sacramento

### Royals de Rochester (1945-1957)
La franchise est fondée en 1945 à Rochester dans l'État de New York, sous le nom des Rochester Royals, après deux décennies en étant une équipe semi-professionnelle sponsorisée. Seagram est le principal commanditaire de l’équipe. L’une des premières vedettes de l’équipe était Lester Harrison, une vedette de l’école secondaire locale qui fait de la publicité avant de se joindre à l’équipe. Plus tard, Harrison devient le capitaine, l’entraîneur, puis le manager général de l’équipe au cours des deux décennies suivantes.
Elle intègre la National Basketball League et remporte le titre NBL en 1946, mais la NBL est absorbée par la BAA qui deviendra la National Basketball Association (NBA). Les Royals deviennent membres de la NBA nouvellement formée avec les Pistons de Fort Wayne, Lakers de Minneapolis et Jets d'Indianapolis.
Les Royals remportent le titre de la NBA en 1951 en battant les Knicks de New York, 4-3. C'est justement à Rochester que la franchise remporta son seul titre NBA à ce jour. Le titre, cependant, ne s’est pas traduit en profit pour les Royals. En 1955, la formation est reprise, à l’exception de Bobby Wanzer, qui devient bientôt le nouvel entraîneur de l’équipe. L’équipe déménage au Rochester War Memorial en 1955 pour tenter d’améliorer son sort avec une salle beaucoup plus grande. La NBA accepte même d’accueillir le All-Star Game en 1956. Mais le bilan sportif des Royals est mauvais et l'équipe est composée de jeunes joueurs. La franchise ne fait pas de profit. Pendant ce temps, la NBA fait pression sur Harrison pour qu’il vende ou relocalise son équipe dans une plus grande ville. C’est dans cet esprit que la saison 1956-1957 est la dernière des Royals à Rochester.
Pendant le séjour des Royals à Rochester, neuf futurs membres du Hall of Fame joue avec l'équipe : Al Cervi, Bob Davies, Alex Hannum, Lester Harrison, Red Holzman, Arnie Risen, Maurice Stokes, Jack Twyman, Bobby Wanzer.
Elle détient également avec les Olympians d'Indianapolis le record du match le plus long en NBA. En effet, le 6 janvier 1951, les deux équipes se quittent sur le score de 75 à 73 pour Indianapolis après six prolongations soit 78 minutes de jeu au total.

### Royals de Cincinnati (1957-1972)
En avril 1957, les frères Harrison déménagent les Royals à Cincinnati, une ville qui tentait alors d’obtenir une franchise d’expansion en NBA. Cette décision fait suite à un match de saison régulière joué au Cincinnati Gardens le 1er février 1957. Cincinnati, qui avait une forte base de basket-ball universitaire à l’époque, mais pas de franchise NFL pour rivaliser avec, est considéré comme le meilleur choix pour les Harrison, qui évaluent également d’autres villes. Le nom Royals persiste à Cincinnati, puisque la ville était souvent connue sous le nom de "Queen City".
Lors de la première draft NBA à Cincinnati, l’équipe acquiert Clyde Lovellette et George King. Ils font équipe avec Maurice Stokes et Jack Twyman pour produire un concurrent sérieux dans la toute première saison de l’équipe à Cincinnati. Mais les blessures et la perte de Sihugo Green, le choix numéro 1 de la draft 1956, au service militaire, laisse l’équipe à égalité pour la deuxième place dans la division Ouest de la NBA au cours de la seconde moitié de la saison 1957-1958.
Cependant, la star Maurice Stokes se blesse gravement à la tête en chutant pour attraper un rebond. Après le premier match des playoffs trois jours plus tard, la blessure de Stokes s'aggrave en raison de la pression de la cabine de l’avion pendant le vol de retour à Cincinnati pour le deuxième match. Il subit une crise et est hospitalisé : tragédie qui touche l’équipe. L’impact de la perte de Stokes est telle que l’équipe manque de s'effondrer. Six des joueurs de l’équipe prennent leur retraite à la suite de cet incident.

#### L'ère Oscar Robertson (1960-1970)

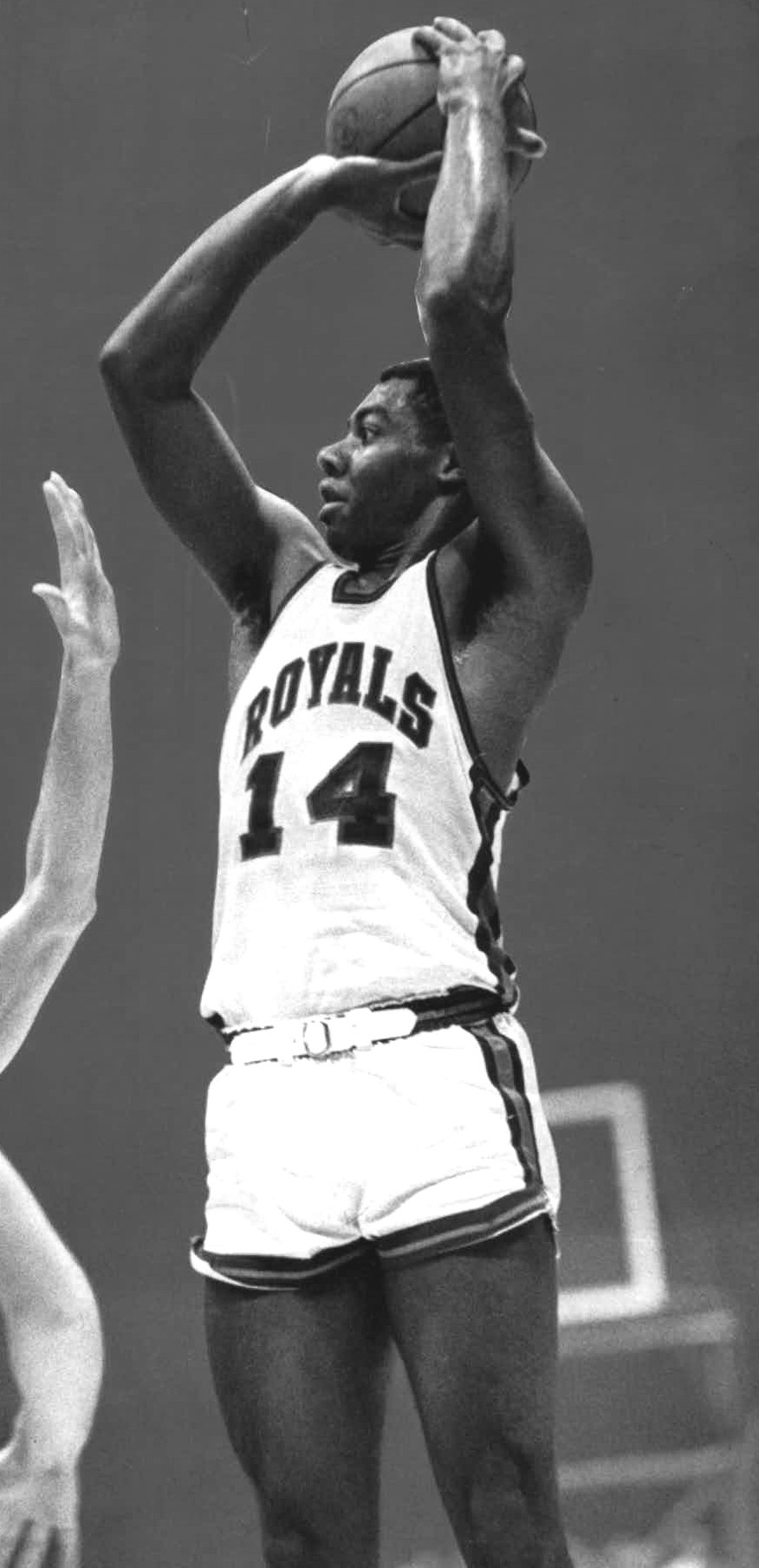
Oscar Robertson avec le maillot des Royals

En 1960, l’équipe réussit à faire recruter la superstar locale Oscar Robertson (la légende dit que l'équipe a déménagé à Cincinnati uniquement pour pouvoir sélectionner Robertson au titre du « Territorial pick »). Robertson mène une équipe qui comprenait Twyman, Wayne Embry, Bob Boozer, Bucky Bockhorn (en), Tom Hawkins et Adrian Smith au cours des trois saisons suivantes. Les Royals deviennent des prétendants au titre. Un conflit de propriété au début de l'année 1963 amoindrit les chances de l’équipe en playoffs lorsque le nouveau propriétaire, Louis Jacobs, réserve un cirque pour le Cincinnati Gardens lors de la série contre le champion, les Celtics de Boston. Les matchs à domicile des Royals ont lieu au Schmidt Field House de l’université Xavier.
À la fin de l'année 1963, une autre superstar locale, Jerry Lucas, rejoint l’équipe. Les Royals égalent le deuxième meilleur bilan de la NBA. De 1963 à 1966, les Royals luttent vigoureusement contre Boston et les 76ers de Philadelphie, mais ne remportent aucun titre. Lors de la draft 1964, les Royals sélectionnent George Wilson, Bill Chmielewski (en), Steve Courtin (en) et Happy Hairston. Robertson connait un succès individuel, obtenant même un triple-double de moyenne en 1961-1962 et le titre de MVP en 1964. Oscar Robertson est le meilleur marqueur et passeur de la ligue chaque saison. Jerry Lucas est élu Rookie de l'année en 1964. Les deux sont sélectionnés au sein de la All-NBA First Team à plusieurs reprises. L’équipe ne réussit pas à garder quelques joueurs prometteurs et joué dans une division à l'Est, dominée par les Celtics de Boston.
En 1966, l’équipe est vendue à Max et Jeremy Jacobs. Cette même saison, les Royals commencent à jouer certains de leurs matchs à domicile dans des sites neutres tels que Cleveland (jusqu’à ce que les Cavaliers commencent à jouer en 1970), Dayton et Columbus. Cela a peu d'influence sur leur base locale de fans à Cincinnati, cependant, les finances de l'équipe diminuent progressivement.
Le nouvel entraîneur Bob Cousy échange Jerry Lucas en 1969. Oscar Robertson est échangé aux Bucks de Milwaukee en 1970, où il remporte immédiatement un titre NBA. Le déclin de la franchise mène à un déménagement de Cincinnati vers Kansas City en 1972.

### Kings de Kansas City-Omaha et Kings de Kansas City (1972-1985)

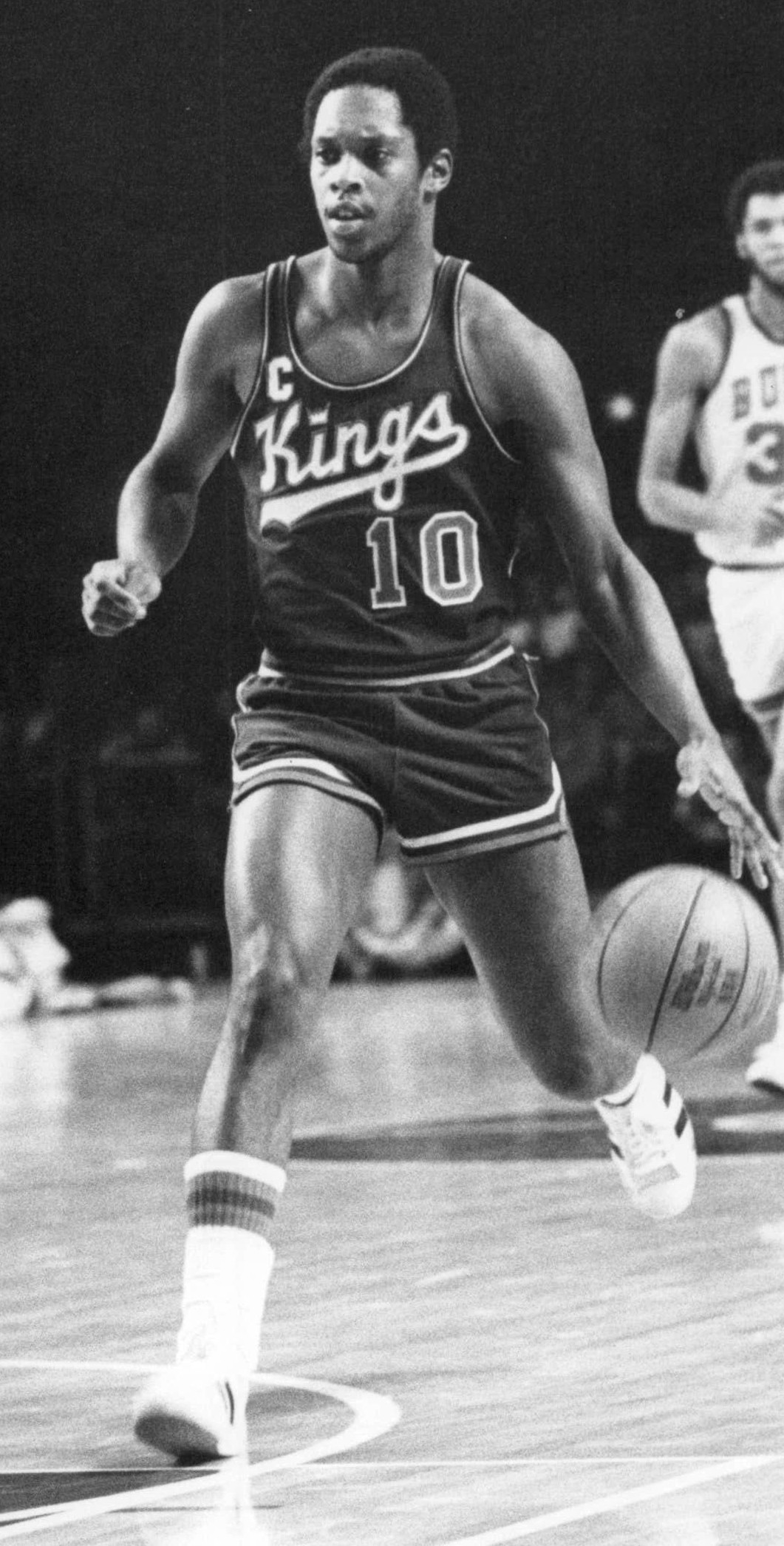
Nate Archibald sous le maillot des Kings en 1974.

Les Royals, avant de déménager à Kansas City, se rebaptisent Kings pour éviter toute confusion avec l’équipe de baseball des Royals. L’équipe joue d'abord ses matchs à domicile entre Kansas City (Municipal Auditorium) et Omaha (Omaha Civic Auditorium (en)) jusqu’en 1975, année où elle abandonne le marché d’Omaha. Le déménagement d’Omaha marque l’ouverture de la Kemper Arena à Kansas City.
L’équipe compte une nouvelle superstar dans leur rang, en la personne de Nate Archibald, qui mène la ligue en points et en passes décisives au cours de la saison 1972-1973. Les Kings jouent par la suite plusieurs matchs à domicile à Saint-Louis au début des années 1980 devant de grandes foules.
Les Kings ont quelques joueurs décents comme Tom Van Arsdale, Johnny Green et Matt Guokas qui aident Archibald dans la première année à Kansas City. Jimmy Walker fait équipe avec Archibald lorsque les Kings participent aux playoffs la deuxième année. Sam Lacey, devient quant à lui l’un des joueurs les plus fiables de la ligue. Cependant, la direction décide d'échanger Archibald aux Nets de New York en 1976. Bob Cousy cède la place à Phil Johnson, qui est congédié au milieu de l'année 1977 et remplacé par Larry Staverman, un joueur de l’équipe à deux reprises quand il était à Cincinnati.
Les Kings obtiennent un certain succès dans leur nouvelle salle quand ils embauchent Cotton Fitzsimmons comme entraîneur. L'équipe remporte la division Midwest en 1978-1979 avec le nouveau meneur Phil Ford, qui est le rookie de l’année en 1979. Kansas City est mené par Otis Birdsong, fort à la fois en attaque et en défense, accompagné du tireur Scott Wedman et du pivot Sam Lacey. Ils attirent une moyenne de 10 789 spectateurs à la Kemper Arena cette saison-là, la seule fois que la fréquentation moyenne dépasse 10 000 personnes (la fréquentation maximale était seulement aux deux tiers de la capacité de la salle). La plupart des amateurs de sport de Kansas City préfèrent dépenser leur argent pour les Royals de Kansas City, qui remportent le championnat de la division Ouest de la Ligue américaine quatre fois en cinq saisons et atteignent les World Series en 1980.
Les Kings participent aux playoffs en 1980 et 1981, atteignant même la finale de la conférence Ouest en 1981. Après avoir renversé les Suns de Phoenix en remportant le match 7 à Phoenix, en demi-finale de la conférence, ils s'inclinent face aux Rockets de Houston en cinq matchs en finale de conférence. Lacey, le dernier membre des Royals de Cincinnati, est complètement dominé dans la raquette par la superstar des Rockets, Moses Malone. Seul un titre de champion de division en 1979 et une finale de conférence perdue en 1981 marquent cette décennie.
En 1979, le toit s'effondre à la Kemper Arena en raison d’une violente tempête, ce qui force l’équipe à jouer la majeure partie de la saison 1979-1980 dans une salle beaucoup plus petite. Le groupe des propriétaires vend l’équipe à Sacramento pour 11 millions de dollars. Lorsque les Kings réembauchent Joe Axelson comme manager général, ils ramenent l’homme qui avait précédemment échangé Oscar Robertson, Norm Van Lier, Nate Archibald et Jerry Lucas et utilisé le troisième choix de la draft de dispersion ABA pour Ron Boone. Axelson reste après que les Kings aient quittés Kansas City.
Axelson devient le premier manager général de l’histoire du sport à échouer avec la même franchise dans quatre villes différentes : Cincinnati, Kansas City, Omaha et Sacramento. Il n’a pas été congédié jusqu’à ce qu’il réembauche l’entraîneur Phil Johnson, qu’il avait congédié dix ans plus tôt. Leur dernière saison 1984-1985 s’est soldée par un bilan de 31-51, les partisans étant restés loin de l'arène, avec une fréquentation moyenne de 6 410 spectateurs. Longtemps star de l’ABA et de la NBA, Don Buse, joue sa dernière saison professionnelle pour les Kings.

### Kings de Sacramento (depuis 1985)

#### Les débuts difficiles à Sacramento (1985-1991)
Les Kings déménagent à Sacramento, en Californie, dans la saison 1985-1986, avec leur première saison se terminant au premier tour des playoffs. Le groupe de départ est composé de Reggie Theus, LaSalle Thompson, Mark Olberding, Terry Tyler et Mike Woodson, avec les joueurs de bancs comme Larry Drew, Eddie Johnson, Otis Thorpe et Joe Kleine. Cependant, malgré la fidélité des partisans, les Kings connaissent peu de succès au cours des saisons suivantes et l’équipe n’a pas participé aux playoffs avant ceux de 1996 lors de la saison 1995-1996, soit une disette de dix ans sans séries éliminatoires.
Néanmoins, ils acquièrent Ricky Berry (en) en 18e choix de la draft 1988. Au cours de la saison 1988-1989, il connait une année de rookie fulgurante, tirant à 40,6 % à trois points. Les Kings acquièrent également Vinny Del Negro et Rodney McCray des Rockets de Houston. Au cours de sa première année avec les Kings, McCray est élu au sein de la All-Defensive First Team.

#### L'ère Mitch Richmond (1991-1998)
Mitch Richmond joue un rôle clé dans l’ascension des Kings dans les années 1990, où le début de la décennie est difficile pour l'équipe. Sacramento était connu pour avoir un fort soutien des partisans et bien qu’ils aient remporté plus de 60% de leurs matchs à domicile, l’équipe lutte à l'extérieur, remportant un match sur 41 à l'extérieur en une seule saison. Mitch Richmond, ancien joueur des Warriors de Golden State et rookie de l’année, rejoint l'équipe. Il sera sélectionné six fois en tant que All-Star au cours de sa carrière. Garry St. Jean est choisi comme nouvel entraîneur en 1992 et entraîne l’équipe jusque 1997, où il est remplacé par Eddie Jordan.
Au cours des années 1990, Sacramento accueille d’autres stars comme Spud Webb, Kurt Rambis, Wayman Tisdale, Walt Williams, Olden Polynice et Brian Grant, mais ils ne restent que quelques années avec l’équipe.
Lors du retour de la franchise en playoffs, la série se solde par une défaite 3-1 contre les SuperSonics de Seattle qui, menés par Gary Payton et Shawn Kemp, terminent champions de la conférence Ouest cette année-là.
La franchise est vendue par son propriétaire John Thomas à la famille Maloof, propriétaire de casinos à Las Vegas, au début des années 1990, où l'équipe repose sur les épaules d'un seul homme, le All-star Mitch Richmond avec pour récompense une qualification pour les playoffs en 1996. Les Maloof injectent plus d'argent dans la franchise, changent la direction de l'équipe et engagent Geoff Petrie comme manager. Cela commence par des choix plus judicieux lors des tours de draft, comme en 1996 avec Peja Stojakovic ou encore Jason Williams deux ans plus tard. Le recrutement est aussi beaucoup plus fin comme avec Vlade Divac et Chris Webber, échangé contre la star Mitch Richmond, le premier étant une valeur sûre et le second une star en devenir.

#### «The Greatest Show On Court» (1998-2004)
En quelques années l'équipe progresse et devient candidate aux playoffs. Sous les ordres de Rick Adelman, la franchise devient un candidat au titre. Avec Adelman, les Kings ont toujours participé aux playoffs.
L'équipe joue un basket-ball tourné vers l'attaque et spectaculaire mais au détriment de la défense, reproche souvent fait à Jason Williams pour ses pertes de ballons et sa pauvre défense. Webber quant à lui a la fâcheuse tendance de manquer les tirs lors des matchs importants, alors qu'il est le leader des Kings. Mais c'est grâce à ce jeu "fun" et offensif que la franchise voit sa cote de popularité exploser, c'est ce même jeu qui les empêche d'aller plus loin en playoffs : bien jouer ne suffit pas, il faut gagner des matchs.
Pour pouvoir dépasser le premier tour des playoffs, il faut renforcer la défense, ainsi les Kings échangent Corliss Williamson contre Doug Christie des Raptors de Toronto, réputé pour être un des meilleurs défenseurs de la NBA. La franchise passe le premier tour des playoffs pour la première fois depuis 1980, mais ne résiste pas aux Lakers au tour suivant.
En 2001 le transfert de Jason Williams contre Mike Bibby des Grizzlies fait couler beaucoup d'encre. Bibby est vu comme un joueur moins spectaculaire mais beaucoup plus efficace, en étant en outre un vrai leader sur le parquet. À cela s'ajoute la prolongation du contrat de Chris Webber. Cette même saison, les Kings finissent avec le meilleur bilan de la ligue (61-21). Les deux premiers tour de playoffs se passent sans accroc mais ils perdent la finale de conférence face à leurs rivaux les Lakers lors d'une série en sept matchs considérée comme l'une des plus excitantes de la NBA. Cette série suscita la polémique à la suite d'un arbitrage très controversé en faveur des Lakers, notamment lors du sixième match, remporté par ces derniers.
La saison suivante, les Kings tiennent leur rang en remportant leur division, mais une grave blessure de Webber au genou limite la franchise qui est éliminée en demi-finales de conférence par les Mavericks de Dallas, en sept matchs. L'année suivante, au même stade de la compétition, ce sont les Timberwolves du Minnesota du MVP Kevin Garnett qui les éliminent (toujours en sept matchs).
La saison 2005 est marquée par les départs de joueurs : Divac retourne aux Lakers, Christie est échangé contre Cuttino Mobley et le franchise player Chris Webber part aux 76ers de Philadelphie en échange de Corliss Williamson, Kenny Thomas et Brian Skinner. Résultat : sortie dès le premier tour des playoffs par les Supersonics de Seattle (4-1).
Durant l'intersaison Bobby Jackson est à son tour échangé contre Bonzi Wells et la page est tournée lorsqu'en janvier 2006 Peja Stojaković est échangé lui aussi contre Ron Artest.

#### Déclin et transition (2005-2009)
Une nouvelle ère commence ; à l'arrivée d'Artest la franchise est dans les profondeurs du classement de la conférence ouest. Artest, en véritable messie, promet qu'ils joueront les playoffs. En effet ils les jouent mais face à un favori : les Spurs de San Antonio. Au cours de cette série les Kings plus que se défendre mais s'inclinent logiquement en six matchs. Pendant l'intersaison Bonzi Wells est le seul à partir ; l'équipe se renforce en signant notamment John Salmons et quelques autres joueurs. Et pour tourner la page définitivement, Rick Adelman n'est pas reconduit dans ses fonctions, c'est Eric Musselman qui le remplacera.

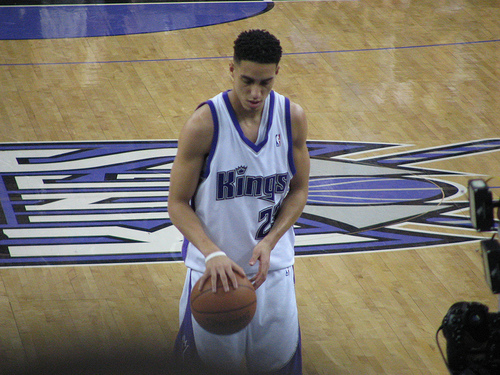
Kevin Martin sous le maillot des Kings en 2005.

La saison des Kings est très décevante, manquant les playoffs pour la première fois en huit ans. En plus des déboires d'Artest et Musselman avec la justice, ajoutés à une saison ratée de Bibby, qui a bien failli être transféré, la seule lumière vient de Kevin Martin qui confirme un grand potentiel, ratant même de très peu le titre de NBA Most Improved Player (MIP). L'entraîneur Musselman est licencié (remplacé par Reggie Theus) avec de nombreux départs à prévoir durant l'été.
Finalement, les Kings ne démarrent pas la saison 2007-2008 comme ils le souhaitent à cause des blessures de leurs stars Bibby, Artest et Martin. De plus, l'entente entre Mike Bibby et Ron Artest n'est pas au mieux. Les 3 stars reviennent au début de l'année 2008, redonnant une dynamique de victoire aux Kings. Mais Mike Bibby se retrouve transféré aux Hawks d'Atlanta en échange de quatre joueurs mineurs de ces mêmes Hawks. L'équipe termine finalement à une triste dixième place, loin derrière les ténors de la conférence Ouest, n'atteignant même pas les 50 % de victoires (38v-44d).
Les Kings commencent la saison 2008-2009 avec une ambition modérée, due notamment au transfert de Ron Artest à Houston durant l'intersaison (Sacramento récupère en échange Bobby Jackson, qui effectue son retour dans la capitale de la Californie, le prometteur rookie Donté Greene et un premier tour de draft). Le début de saison voit l'émergence de Spencer Hawes pour sa deuxième saison. Toutefois, cet exercice s'apparente à un calvaire, aux faiblesses évidentes de l'équipe s'ajoute la blessure de Kevin Martin, la star de l'équipe (il manque au total 31 matchs durant la saison), ce qui va entraîner la chute de l'équipe vers les profondeurs de la conférence Ouest, ce qui est fatal à l'entraîneur Reggie Theus, remercié et remplacé par l'intérimaire Kenny Natt. L'équipe dirigeante se résout à repenser totalement l'effectif en vue des prochaines saisons, ainsi Brad Miller et John Salmons sont expédiés vers les Bulls de Chicago contre notamment Andres Nocioni et Drew Gooden le 18 février 2009, de même Mikki Moore est laissé libre et s'engage avec les Celtics de Boston le 24 février 2009. La franchise récupère également Ike Diogu et Rashad McCants, toujours dans une optique de rajeunissement de l'effectif.

#### Période «Here we rise» (2009-2012)

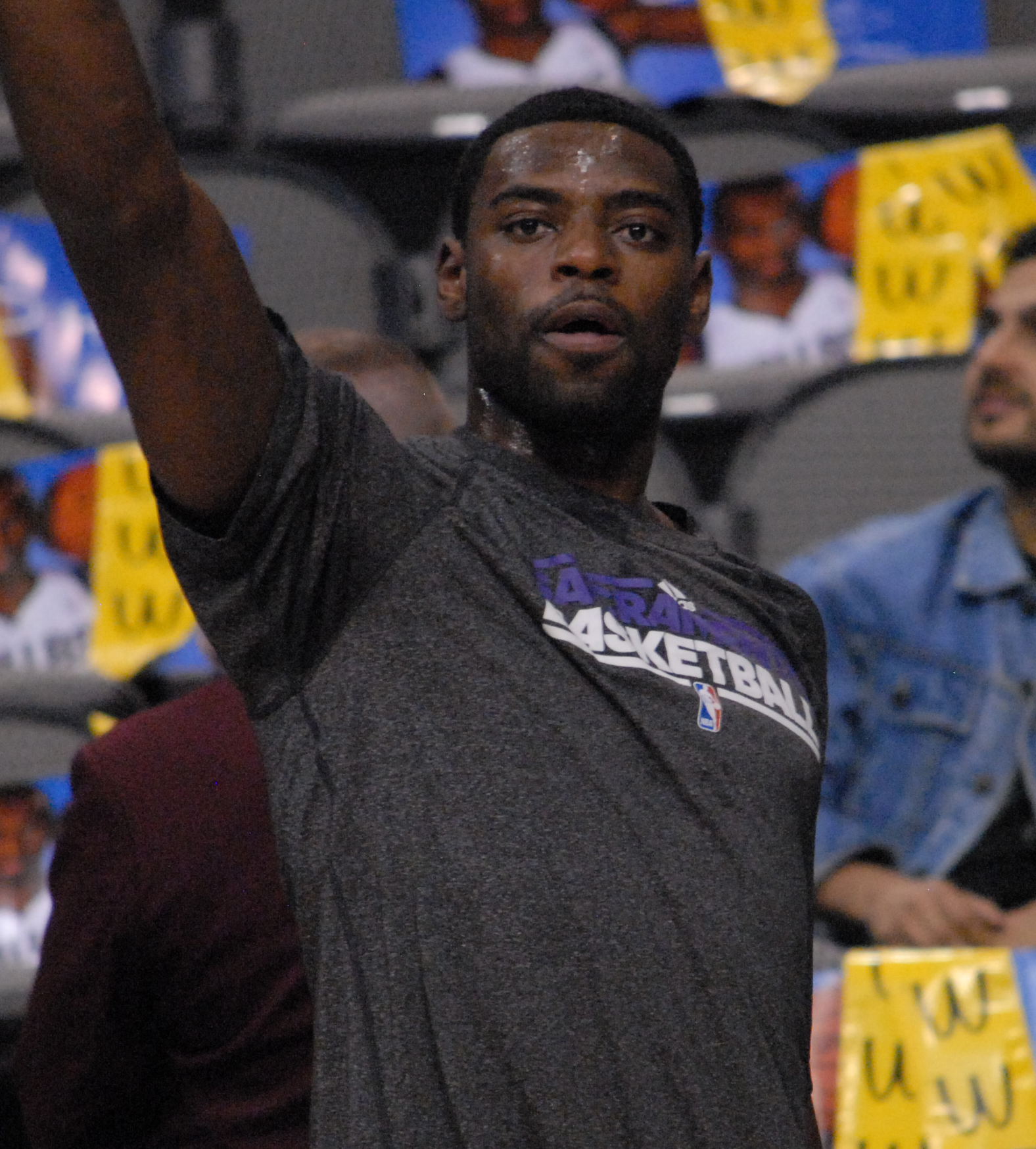
Tyreke Evans, rookie de la saison 2009-2010.

Toutefois, ces changements n'empêcheront pas l'équipe de finir la saison régulière avec le plus mauvais bilan de la NBA (17v-65d), ce qui lui donne toutefois le plus de probabilité d'obtenir le numéro 1 de la prochaine draft. Natt est remercié à la fin de la saison, les Kings sont en quête d'un nouvel entraîneur. Après avoir sondé Eddie Jordan et Kurt Rambis notamment, les Kings portent leur choix le 9 juin 2009 sur Paul Westphal. Les Kings subissent un revers le 19 mai 2009 en n'obtenant que le numéro 4 de la Draft 2009 de la NBA lors de la traditionnelle loterie, mais ne désespèrent pas d'acquérir le phénomène espagnol Ricky Rubio. Finalement, le 25 juin 2009 Sacramento jette son dévolu sur Tyreke Evans, le tonique arrière en provenance de l'université de Memphis et choisit également Omri Casspi et Jon Brockman. Le même jour, les Kings finalisent le transfert du meneur Sergio Rodríguez des Trail Blazers de Portland, en quête de temps de jeu et de reconnaissance au sein de la franchise nord-californienne. L'équipe est désormais prête pour un nouveau départ avec un effectif sensiblement rajeuni et une ligne arrière explosive Evans-Martin.
La saison 2009-2010 de Sacramento va se révéler prometteuse à défaut d'être satisfaisante sur le plan sportif. En effet, malgré une très bonne première partie de saison (marquée par un retour historique face aux Bulls de Chicago après avoir été menés de 35 points le 21 décembre 2009), les Kings terminent finalement avec un bilan décevant (25v-57d). Toutefois, cet exercice permet à la franchise d'opérer un sérieux réajustement de son effectif autour de ses deux rookies, Omri Casspi et surtout le Rookie de l'année Tyreke Evans, auteur d'une saison statistique exceptionnelle. Ainsi, Kevin Martin est parti du côté de Houston en échange du rugueux Carl Landry, appelé à muscler une raquette un peu tendre. Sacramento profite de l'intersaison pour se renforcer à l'intérieur avec l'arrivée de Samuel Dalembert mais surtout le choix en 5e position de la draft du talentueux mais instable DeMarcus Cousins, en provenance de l'université de Kentucky.
Le début de saison 2010-2011 est très décevant; l'équipe stagne par rapport aux années passées et en coulisse les problèmes se multiplient, DeMarcus Cousins aurait eu plusieurs altercations avec le staff mais aussi avec Tyreke Evans qu'il accuse de prendre tous les shoots dans le money time. Les rumeurs de déménagement de la franchise à Anaheim fragilisent aussi le collectif.
Le 23 février 2011, les Kings envoient Carl Landry aux Hornets en échange de Marcus Thornton.
La saison 2011-2012 s'annonce prometteuse, avec les recrutements de John Salmons et Travis Outlaw ainsi que les deux rookie draftés en juin, le meilleur joueur NCAA 2010-2011 Jimmer Fredette en provenance de BYU et Tyler Honeycutt la star de UCLA.
Mais la grande nouvelle de cette saison est sans doute l'annonce faite par la NBA : la franchise des Kings reste à Sacramento grâce aux financements de la mairie de Sacramento, de la NBA et de AEG. Une de leurs rares satisfactions était le rookie Isaiah Thomas. En raison des critiques sur sa taille (1,75 m) et son habileté à jouer, Thomas est sélectionné en 60e et dernier choix de la draft. Malgré cela et la présence de Fredette, Thomas gagne sa place au sein du cinq majeur, terminant la saison avec une moyenne de 11 points et 4 passes décisives par match et obtient une sélection au NBA All-Rookie Team.

#### Nouvelle reconstruction (2012-2015)
Lors de la draft 2012 de la NBA, ils choisissent Thomas Robinson du Kansas. Néanmoins, en raison d’une saison rookie improductive, il est envoyé avec Francisco Garcia et Tyler Honeycutt aux Rockets de Houston en échange de Patrick Patterson, Toney Douglas et Cole Aldrich.

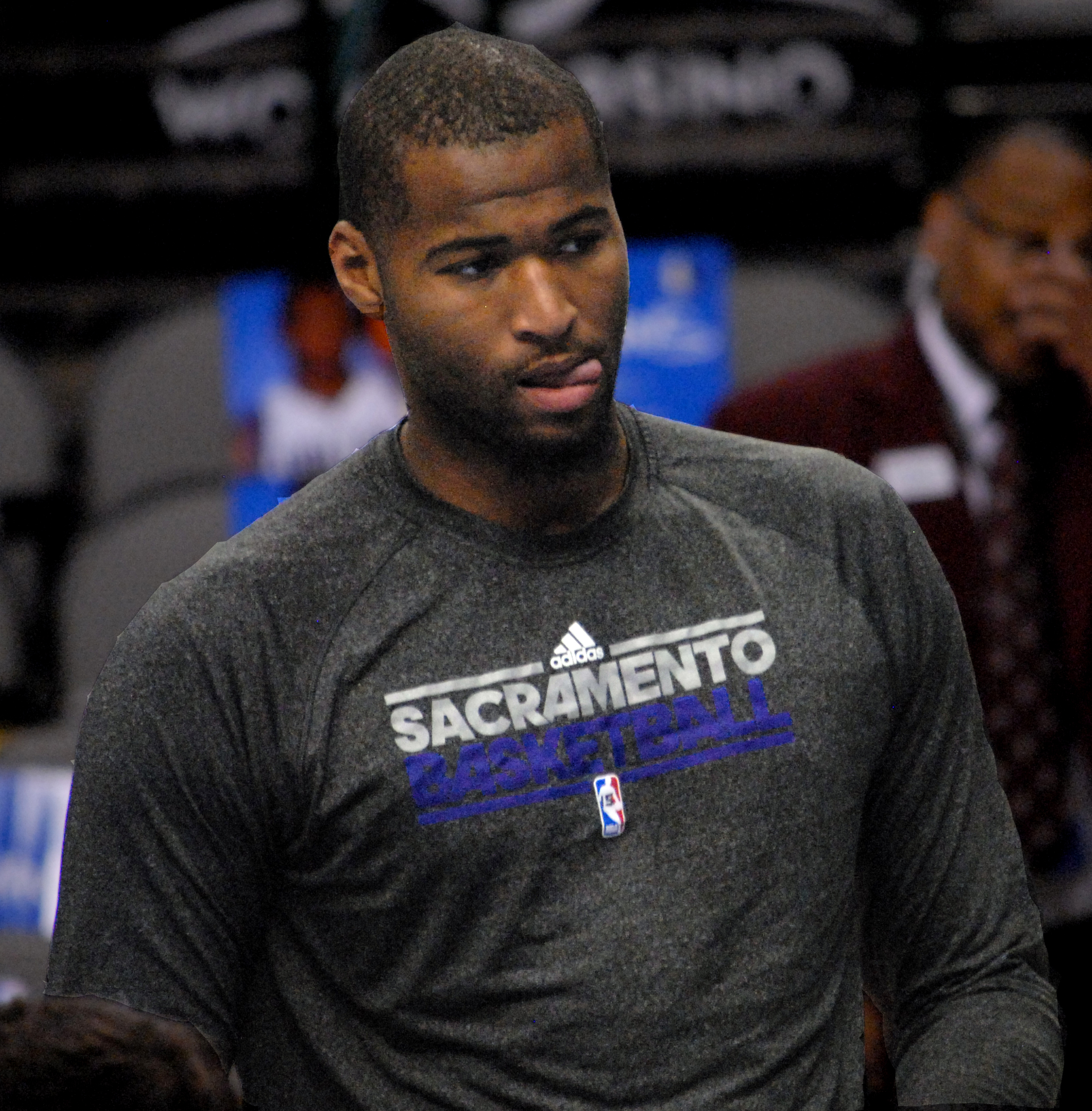
DeMarcus Cousins sous le maillot des Kings en 2012.

En janvier 2013, des rumeurs évoquent le départ des Kings vers la ville de Seattle qui amorce la mise en chantier d'une nouvelle salle. Au printemps 2013, la NBA rejette le transfert des Kings vers Seattle par une forte majorité de la part des propriétaires des autres franchises de la ligue. Le 31 mai 2013, les Kings concluent la vente au groupe Ranadivé à une valeur record de 534 millions de dollars, ce qui marque le début d’une nouvelle ère pour la franchise. Une fois la vente conclue, les Kings commencent à apporter des changements à la direction et à l'équipe technique. Geoff Petrie et Keith Smart sont licenciés, Mike Malone et Pete D'Alessandro sont amenés pour les remplacer. Le 10 juillet, le dirigeant de la NBA, Chris Granger, est embauché comme président de l’équipe.
Lors de la draft en 2013, le 27 juin, les Kings choisissent Ben McLemore avec le septième choix. Ils choisissent également le meneur Ray McCallum, Jr. avec le 36e choix. Une semaine plus tard, le 5 juillet, les Kings envoyent l’ancien rookie de l’année, Tyreke Evans, aux Pelicans de La Nouvelle-Orléans dans un accord de trois équipes impliquant Robin Lopez, Greivis Vásquez, Jeff Withey, Terrel Harris et des choix de draft.
La saison 2013-2014 était largement attendue par les fans des Kings. Lors de leur premier match le 30 octobre, contre les Nuggets de Denver, les Kings gagnent 90-88, malgré le fait qu’ils n’avaient pas Carl Landry, ni Mbah a Moute. Ils sont menés par une performance de 30 points, 14 rebonds de DeMarcus Cousins. Après le mauvais début de saison des ailiers John Salmons et Patrick Patterson jusqu’en novembre, les Kings cherchent un changement. Le 26 novembre, Luc Mbah a Moute, nouvellement acquis, est échangé contre Derrick Williams. Près de deux semaines plus tard, le 8 décembre, ils acquièrent Rudy Gay dans le cadre d’un échange à sept joueurs qui envoya Patterson et Salmons à Toronto avec Chuck Hayes et Greivis Vásquez. Quincy Acy et Aaron Gray sont également envoyés aux Kings.
L’organisation cherche à ajouter de la profondeur pendant l'intersaison 2014 pour compléter le duo vedette des Kings, DeMarcus Cousins et Rudy Gay. Sacramento signe Darren Collison, Ryan Hollins et Ramon Sessions, ainsi que la sélection de Nik Stauskas à la draft 2014 avant le début de la saison 2014-2015. Le 15 août 2014, les Kings signent Sim Bhullar, qui est le premier joueur d'origine indienne à signer un contrat avec une équipe NBA.
Après un début de saison de 11-13, l’entraîneur Michael Malone est congédié par l’organisation des Kings. Tyrone Corbin assure l'intérim jusqu’à ce que George Karl le remplace en février 2015.
Le 30 janvier 2015, DeMarcus Cousins est nommé pour remplacer Kobe Bryant, blessé, en tant que All-Star dans le All-Star Game 2015 de la NBA. La sélection de Cousins marque la première sélection pour un joueur des Kings depuis Brad Miller et Peja Stojaković en 2004.

#### Arrivée de Vlade Divac comme manager général (2015-2017)

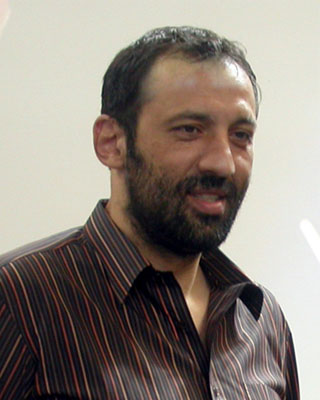
Vlade Divac, à la tête de la reconstruction.

Le 3 mars 2015, les Kings promeuvent leur ancien pivot, Vlade Divac, comme nouveau vice-président des opérations basket-ball. Après la fin de la saison, avec un bilan de 29-53, les Kings effectuent des acquisitions hors saison en sélectionnant Willie Cauley-Stein à la draft et en acquérant Rajon Rondo, Kosta Koufos, Marco Belinelli et Caron Butler en vue de la saison 2015-2016. Pour libérer de l’espace, Divac échange Nik Stauskas, Carl Landry, Jason Thompson, un futur top 10 de draft au premier tour contre les 76ers de Philadelphie pour les droits d'Artūras Gudaitis et Luka Mitrović.
Le 14 avril 2016, après une saison de 33 victoires pour 49 défaites, les Kings congédient l’entraîneur, George Karl. Karl compile un bilan de 44-68 avec les Kings.
La saison 2016-2017 apporte plusieurs changements. Les Kings emménagent dans leur nouvelle salle, le Golden 1 Center. Le 9 mai 2016, les Kings embauchent l’ancien entraîneur des Grizzlies de Memphis, Dave Joerger. Lors de la draft NBA 2016, les Kings échangent le 8e choix contre les Suns de Phoenix pour le 13e et le 28e choix, ainsi que les droits du joueur serbe, Bogdan Bogdanović. Plus tard dans la soirée, les Kings échangent Marco Belinelli contre les Hornets de Charlotte en échange du 22e choix. Les Kings sélectionnent quatre joueurs, le pivot grec Georgios Papagiannis, le shooteur Malachi Richardson, l'ailier fort Skal Labissière et le meneur Isaiah Cousins. Durant la période d'agents libres, les Kings signent Anthony Tolliver, Garrett Temple, Arron Afflalo, Matt Barnes et Ty Lawson.

#### Départ de DeMarcus Cousins et reconstruction (2017-2020)
Le 20 février 2017, les Kings transfèrent leur star DeMarcus Cousins chez les Pelicans de La Nouvelle-Orléans, enregistrent le retour de Tyreke Evans et l'arrivée de Buddy Hield, qui marque le début de la reconstruction de l'équipe par le general manager Vlade Divac. Les Kings terminent tout de même la saison 2016-2017 avec un bilan de 32-50, une nouvelle fois hors des playoffs.
Lors de la draft 2017 de la NBA, l’équipe sélectionne le meneur De'Aaron Fox avec le 5e choix. Ils sélectionné l'ailier Justin Jackson avec le 15e choix, le pivot Harry Giles avec le 20e choix et le meneur Frank Mason III avec le 34e. Avec quatre rookies, Divac voulait ajouter des vétérans au sein de l'effectif. Le 10 juillet 2017, l’équipe a signé trois joueurs d'expérience : Vince Carter, Zach Randolph et George Hill.
L’équipe termine la saison 2017-2018 avec un bilan de 27-55, se classant 12e dans la Conférence Ouest. Giles n'a pas joué un match de la saison en raison d’une blessure à la jambe. Hill est échangé aux Cavaliers de Cleveland.
Lors de la draft 2018, les Kings choisissent Marvin Bagley. L’équipe est critiquée après la draft pour ne pas avoir choisi Luka Dončić, tandis que Divac allait dire qu’il avait confiance en Bagley. Lors du premier match de la saison 2018-2019, les Kings perdent contre le Jazz de l'Utah 123-117. Malgré le début de la saison à 1-3, y compris une défaite aux Pelicans dans laquelle ils encaissent 149 points, l’équipe gagne leurs cinq prochains matchs pour obtenir un bilan positif. Au 30 décembre, l’équipe détenait un bilan de 19-16. Les Kings terminent la saison à la neuvième place de la Conférence Ouest, affichant un bilan de 39-43. Toutefois, il s’agissait du meilleur bilan de saison régulière de l’équipe depuis sa dernière apparition en séries éliminatoires de la saison 2005-2006. Malgré cela, l’entraîneur, Dave Joerger, est congédié à la fin de la saison et Luke Walton est embauché comme remplaçant trois jours plus tard.
Conséquence de son nouvel échec à faire atteindre les playoffs à l'équipe, Divac démissionne de son poste de GM à la fin de la saison 2019-2020.

#### L'ère Monte McNair et Mike Brown (2020-2025)
En septembre 2020, les Kings annoncent Monte McNair (en) comme le nouveau general manager de la franchise après la démission de Vlade Divac. McNair occupa divers rôles durant treize ans au sein des Rockets de Houston. Lors de la draft 2021, les Kings sélectionnent Davion Mitchell de l'université Baylor avec le neuvième choix.
En novembre 2021, Luke Walton est licencié après un début de saison médiocre (6-11). Il est remplacé par Alvin Gentry, qui assure l'intérim pour le reste de la saison. Les Kings procèdent à des changements majeurs au sein de leur effectif, quelques jours avant l'All-Star Game 2022. Ils récupèrent notamment l'intérieur lituanien Domantas Sabonis des Pacers de l'Indiana contre Tyrese Haliburton et Buddy Hield entre autres.
Cependant, pour la 16e saison consécutive, les Kings ne parviennent pas à se qualifier pour les playoffs, établissant un record de la plus longue absence des playoffs de l'histoire de la NBA. La dernière participation de Sacramento remontant alors à 2006. Le 9 mai 2022, Mike Brown alors adjoint de Steve Kerr aux Warriors de Golden State est nommé entraîneur des Kings de Sacramento.
Lors de la saison 2022-2023, la franchise de Californie est la sensation de la ligue.
Une nouvelle dynamique sportive se concrétise comme en témoignent les résultats. Dès novembre, une tradition s'instaure à Sacramento après chaque victoire, un bouton avec l’inscription Kings win qui déclenche un large laser violet : Light the Beam. Au cours de la saison l'équipe est surnommée la Beam Team et les fans chantent dans les tribunes Light the Beam.
Le 15 mars 2023, avec 41 victoires les Kings s'assurent le premier bilan positif depuis la saison 2005-2006, mettant ainsi fin à une série de 16 ans. Deux semaines plus tard, après 17 ans d'attente, Sacramento se qualifie officiellement pour les playoffs 2023. Aux trophées de fin de saison, De'Aaron Fox remporte le tout premier titre de Clutch Player of the Year, et Mike Brown est le premier entraîneur de l'année unanime. Néanmoins, les Kings sont éliminés en 7 matchs par les champions en titre, les Warriors de Golden State.
Après un début de saison 2024-2025 difficile (13 victoires pour 18 défaites), Mike Brown est licencié par les Kings. Il est remplacé à titre intérimaire par Doug Christie. Les Kings finissent à la neuvième place de la conférence Ouest et se qualifient pour le play-in tournament avec un bilan de 40 victoires et 42 défaites. Ils sont éliminés lors du play-in par les Mavericks de Dallas. Le General Manager Monte McNair est licencié et remplacé par Scott Perry.

### Maillots
Depuis que Nike fournit l'ensemble des tenues aux équipes de NBA, en 2017, les maillots « domicile » et « extérieur » sont remplacés par une collection plus fournie, pouvant servir aussi bien en déplacement qu'à domicile, portant les noms « association », « icon », « statement » et « city », et pour certaines équipes en plus une version « classic » reprenant le design d'anciens maillots.
Depuis octobre 2024, tous les maillots des Kings sont agrémentés du logo de leur partenaire et sponsor Reviver.

## Rivalité Kings-Lakers
Il y a rivalité entre ces deux équipes NBA qui sont d'ailleurs dans la même division (Pacific Division), ce qui implique au minimum quatre confrontations par saison. Cette rivalité est récente, elle commence en 2000. L'opposition nord de la Californie (Sacramento) et sud de la Californie (Los Angeles) ainsi que le fait que Sacramento soit la capitale californienne et Los Angeles la plus grande ville de l'État.
Sur plan sportif, dans les années 2000 les deux franchises luttent pour les premières places de la ligue et par quelques déclarations, comme celle de Shaquille O'Neal qui surnommait les Kings les « Sacramento Queens » (Reines de Sacramento par opposition aux rois, kings en anglais). L'entraîneur, Phil Jackson, quant à lui surnommait la ville « Cow Town » littéralement la « ville des vaches » à ces provocations les fans des Kings répondirent par des concerts de cloches à vaches lors des matchs. En outre, un scandale éclate lorsque l'opinion public apprend que Phil Jackson fait préparer à ses Lakers les confrontations contre les Kings en leur projetant des images d'Adolf Hitler, au prétexte que Rick Adelman lui ressemble vaguement : « Ils voient le type sur la vidéo, et puis ils partent jouer contre l'équipe du type sur la vidéo », déclare l'entraîneur angelino pour se justifier.
La rivalité atteint son paroxysme en 2002 lors de la finale de conférence ouest. Lors du match 4, Robert Horry marque un panier à trois points à la dernière seconde et donne la victoire au Lakers. Après une polémique sur l'arbitrage lors du match 6, les Lakers sortent finalement les Kings en sept matchs 4-3. L'altercation entre Doug Christie (Kings) et Rick Fox (Lakers) d'abord en match puis dans les coulisses est sanctionnée par des matchs de suspensions.
Aujourd'hui la rivalité est dormante. Cela est dû aux départs de joueurs majeurs des deux côtés comme le Shaq, Fox, Chris Webber ou Christie, auxquels il faut ajouter que les Kings et les Lakers sont en reconstruction. Néanmoins, les confrontations sont toujours attendues et la rivalité perdure encore notamment durant l'année 2022 où les deux équipes se trouvent en difficulté. La NBA a d'ailleurs rappelé à l'ordre les Kings à la suite d'un trash-talking poussé le 13 janvier à l'encontre de Russell Westbrook en difficulté au shoot lors d'une défaite des Lakers au Golden 1 Center. Le MVP 2017 est désigné Ice Cold Player of the Game.

## Palmarès
- Champion NBL (1) : 1946.
- Champion NBA (1) : 1951 (en tant que Royals de Rochester).
- Champion de la Division Ouest (2) : 1949 et 1952.
- Champion de la Division Midwest (1) : 1979.
- Champion de la Division Pacifique (3) : 2002, 2003, 2023.
- 6 titres de champion de division au total.

## Records divers
Les Kings sont l'équipe ayant (à la fin 2009) remporté un match après avoir eu le second plus fort retard : malgré 35 points de débours (44-79), ils battent Chicago (102-98) le 21 décembre 2009; seul le Jazz en 1996 avait fait mieux avec 36 points de retard compensés.

## Meilleurs marqueurs de l'histoire de la franchise
| Place                                                                                        | Nom du joueur                | Pays       | Points |
| -------------------------------------------------------------------------------------------- | ---------------------------- | ---------- | ------ |
| 1er                                                                                          | Oscar Robertson 1960 - 1970  | États-Unis | 22 009 |
| 2e                                                                                           | Jack Twyman 1955 - 1966      | États-Unis | 15 840 |
| 3e                                                                                           | Mitch Richmond 1991 - 1998   | États-Unis | 12 070 |
| 4e                                                                                           | De'Aaron Fox 2017 - 2025     | États-Unis | 11 064 |
| 5e                                                                                           | Nate Archibald 1970 - 1976   | États-Unis | 10 894 |
| 6e                                                                                           | Sam Lacey 1970 - 1981        | États-Unis | 9 895  |
| 7e                                                                                           | DeMarcus Cousins 2010 - 2017 | États-Unis | 9 894  |
| 8e                                                                                           | Peja Stojakovic 1998 - 2006  | Serbie     | 9 498  |
| 9e                                                                                           | Jerry Lucas 1963 - 1969      | États-Unis | 9 107  |
| 10e                                                                                          | Eddie Johnson 1981 - 1987    | États-Unis | 9 027  |
| Dernière mise à jour : 23 octobre 2024 En gras : Joueurs évoluant toujours dans la franchise |                              |            |        |

## Records individuels de la franchise
| Statistique                                                                                  | Nom du joueur   | Nombre                 |
| -------------------------------------------------------------------------------------------- | --------------- | ---------------------- |
| Meilleur marqueur                                                                            | Oscar Robertson | 22 009 points          |
| Meilleure moyenne Points/Match                                                               | Oscar Robertson | 29,3 points/match      |
| Meilleur passeur                                                                             | Oscar Robertson | 7 731 passes décisives |
| Meilleure moyenne Passes/Match                                                               | Oscar Robertson | 10,3 passes/match      |
| Meilleur rebondeur                                                                           | Sam Lacey       | 9 353 rebonds          |
| Meilleure moyenne Rebonds/Match                                                              | Jerry Lucas     | 19,1 rebonds/match     |
| Meilleur contreur                                                                            | Sam Lacey       | 1 098 contres          |
| Meilleur intercepteur                                                                        | Sam Lacey       | 950 interceptions      |
| Meilleur pourcentage au tir                                                                  | Richaun Holmes  | 64,4 %                 |
| 3 points marqués                                                                             | Buddy Hield     | 1 248 tirs             |
| Meilleur pourcentage à 3 points                                                              | Anthony Peeler  | 48,2 %                 |
| Lancers-francs marqués                                                                       | Oscar Robertson | 6 583 tirs             |
| Meilleur pourcentage au lancer-franc                                                         | Peja Stojakovic | 89,3 %                 |
| Matchs joués                                                                                 | Sam Lacey       | 888 matchs             |
| Dernière mise à jour : 23 octobre 2024 En gras : Joueurs évoluant toujours dans la franchise |                 |                        |

## Joueurs

### Maillots retirés
- 1 - Nate Archibald
- 2 - Mitch Richmond
- 4 - Chris Webber
- 6 (Sixième homme) - Les fans
- 11 - Bob Davies
- 12 - Maurice Stokes
- 14 - Oscar Robertson
- 16 - Predrag Stojaković
- 21 - Vlade Divac
- 27 - Jack Twyman
- 44 - Sam Lacey

### Hall of Famers
- 1 - Nate Archibald (Kansas City/Omaha)
- 6 - Jerry Lucas (Cincinnati)
- 12 - Maurice Stokes (Rochester/Cincinnati)
- 14 - Oscar Robertson (Cincinnati)
- 21 - Vlade Divac (Kings)
- 27 - Jack Twyman (Rochester/Cincinnati)

### Joueurs célèbres
- Mike Bibby
- Pete Chilcutt dit The Chilidog
- Doug Christie
- Vlade Divac
- Tyreke Evans
- Otto Graham
- Bobby Jackson dit B-Jax
- Kevin Martin
- Brad Miller
- Mitch Richmond dit The Rock
- Oscar Robertson
- Dwayne Schintzius
- Predrag Stojaković dit Peja Stojaković
- Spud Webb dit Spudster ou Spoutnik
- Chris Webber dit C-Webb
- Jason Williams dit White Chocolate ou J-Will
- DeMarcus Cousins dit Boogie